# Новое Каширово
Но́вое Каши́рово (тат. Яңа Кәшер) — село в Альметьевском районе Татарстана. Административный центр муниципального образования «Новокашировское сельское поселение». Было основано не позднее 1746 года. Население в 1910 году достигало 3732 жителей, на 2015 год оно составляло 1710 человек.

## География

### Географическое положение
Находится в лесостепной зоне, в Восточном Закамье, в северо-западной части Бугульминского плато, на реке Урсала. Располагается 25 км северо-восточнее города Альметьевска. Высота над уровнем моря — 137 м.

### Климат
Территория расположена в климатическом районе IB, характеризуется умеренно-континентальным климатом с продолжительной холодной зимой и жарким коротким летом. По Классификации климатов Кёппена, климат села определяется как Dfb — влажный континентальный с тёплым летом. Температура здесь в среднем 4.2 °C. Среднегодовая норма осадков — 606 мм.
| Показатель              | Янв.  | Фев.  | Март | Апр. | Май  | Июнь | Июль | Авг. | Сен. | Окт. | Нояб. | Дек. |
| ----------------------- | ----- | ----- | ---- | ---- | ---- | ---- | ---- | ---- | ---- | ---- | ----- | ---- |
| Средняя температура, °C | −11,3 | −10,6 | −4,4 | 4,5  | 12,7 | 17,3 | 19,8 | 18,1 | 12   | 4,4  | −3    | −8,9 |
| Норма осадков, мм       | 40    | 34    | 38   | 38   | 53   | 69   | 62   | 60   | 59   | 59   | 49    | 45   |
| Источник:               |       |       |      |      |      |      |      |      |      |      |       |      |

## История
Было основано не позднее 1746 года (по другим сведениям — в I четверти XVIII века) выходцами из села Старый Кашир. На карте, составленной в 1751 году капитаном Нижегородского полка Ляховым (карта Надыра Уразметова), селение обозначено как деревня Каширова.
В XVIII—XIX веках жители относились к сословиям тептярей, башкир-вотчинников и государственных крестьян, происходящих из ямских и ясачных татар. С конца XVIII века тептяри состояли в 1-й тептярской команде, башкиры-вотчинники — во II юрте XII башкирского кантона, с 1850-х годов оба сословия — в VIII юрте XXIII башкирского кантона. В I половине XIX века государственные крестьяне числились в Керлигачевской волости. После упразднения кантонной системы управления они были приписаны к Альметьевской, а башкиры-вотчинники и тептяри — к Кама-Исмагиловской волости. По другим сведениям, «башкирцы» деревни Новое Каширово «предъявили, что сами они и часть владеемой ими земли, лежащая на правой стороне по течению речки Урсала, на которой состоит их селение, принадлежат не к Надыровской, а к Булярской волости».
Помимо традиционных повсеместных земледелия (сельская община владела 4184 десятинами земли в начале XX века) и скотоводства, обычными занятиями жителей также были торговля, кузнечный, санный, мельничный, сапожный промыслы.
По сведениям 1795 года, в селе действовала мечеть, 1859 года — две мечети, 1896 года — три мечети, три мектеба. В селе действовали четыре соборные мечети: первая была построена в 1783 году и перестроена в 1883 году, в 1850 году при ней был открыт мектеб, вторая была построена в 1795 году и перестроена в 1856 и 1912 годах, в 1880-х годах при ней был открыт мектеб, третья мечеть была открыта в 1902 году, в 1903 году при ней был открыт мектеб, четвёртая была открыта около 1920 года.
В середине мая 1885 года жители деревни Новое Каширово участвовали в волнениях татарских крестьян в деревне Сулеево Мензелибашевской волости Бугульминского уезда, вызванных произволом властей, грубыми действиями ветеринарных врачей и «противочумной комиссии». В период I русской революции в селе неоднократно возникали народные волнения. В 1905 году в селе был учреждён пост урядника. В 1906 году жители обращались к властям с настойчивым требованием, однако не возымевшем действия, о его отмене в связи с пьяными загулами жандармов. В период революций 1917 года село было вновь охвачено народными волнениями. К военной дружине села присоединялись и жители сёл Сулеево, Шарлама, Урсалабаш. Объединённые силы опустошили имение Стахеева в селе Новоникольск, а также соседние имения.
В том же году по предложению большевистской ячейки из города Бугульмы был приглашён землемер для перераспределения земельных наделов; была организована трудовая коммуна «Свободное Каширово». В 1918 году был образован сельсовет; село занимали отряды армии Колчака. В «Вилочном восстании» 1920 года, охватившем регион, принимали участие и жители села. В 1921 году во время голода в селе происходила массовая гибель людей. В Великую Отечественную войну на фронт из села отправились 730 человек, вернулись — 255. В годы войны в село были эвакуированы артисты ленинградского театра оперы и балета, с помощью которых жителям предоставилась возможность познакомиться с танцевальным искусством.
В 1922 году была образована земледельческая артель «Чишма». В период НЭПа также были созданы сельхозтоварищества «Бату», «Кзыл коч» и кредитное товарищество «Камчат». В 1927 году в селе была организована сельхозартель «Машинное товарищество». В ноябре 1929 года артель была преобразована в колхоз «Радио». В этом же году был образован и второй колхоз — им. Ворошилова. В 1930-е годы колхоз «Радио» являлся передовым хозяйством по ТАССР. В 1949 году в селе была образована машинно-технологическая станция. В 1959 году к колхозу им. Ворошилова присоединили колхоз «Большевик». В 1962 колхоз села получил наименование «Татарстан». В 1994 году колхоз «Татарстан» был реорганизован в АОЗТ, в 1996 году — в сельскохозяйственный кооператив, в 1997 году получил наименование «Уныш», в 1998 году — «Маяк».
В 1930-е годы был создан медпункт и открыта почта. В 1956 году была открыта врачебная амбулатория на двадцать населённых пунктов. В 1950-е годы была проведена телефонная связь. В 1980-е годы был проведён природный газ. В 1919 году в селе была создана вечерняя школа, а в 1922 году — школа первой ступени. На протяжении 1920-х годов в селе продолжали действовать три мусульманские школы. В 1926 году начала работать вечерняя школа по программе ликбеза. В 1928 году была выстроена школа. В 1931 году была открыта школа-семилетка со школой колхозной молодежи.
С основания было в Надыровской волости Уфимского, с 1782 года Бугульминского уездов Оренбургской, с 1850 года Самарской губерний, с 1867 года  — в Ново-Надыровскую, с начала XX века — в Урсалинскую, с 1920 года — в Альметьевскую волость Бугульминского кантона ТАССР, с 1930 года вошло в Альметьевский район ТАССР.

## Население
| 1746  | 1762  | 1795  | 1859  | 1889  | 1910  | 1920  |
| ----- | ----- | ----- | ----- | ----- | ----- | ----- |
| 35    | ↗45   | ↗640  | ↗1707 | ↗3140 | ↗3732 | ↘3683 |
| 1926  | 1938  | 1949  | 1958  | 1970  | 1979  | 1989  |
| ↘2807 | ↗2860 | ↘2372 | ↗2412 | ↗2805 | ↘2461 | ↘1702 |
| 2002  | 2010  | 2015  |       |       |       |       |
| ↘1632 | ↘1568 | ↗1710 |       |       |       |       |

В 1746 и 1762 годах при подсчёте учитывались только мужчины.
Национальный состав
В селе живут, преимущественно, татары. Так, согласно результатам переписи 2002 года, в национальной структуре населения села татары составляли 98%.

## Экономика
Сельскохозяйственные производители села специализируются на полеводстве, молочном скотоводстве. Действует хлебзавод «Татпотребсоюз».

## Транспорт
Через село проходят автомобильные дороги общего пользования регионального значения «Новое Каширово — Бикасаз» и «Нижняя Мактама — Актюбинский».

## Инфраструктура
С 1938 и 1958 годов действуют два детских сада, с 1962 года — санаторная школа-интернат, с 1953 года (по другим сведениям, с 1955 г.) — средняя школа, с 1956 года — врачебная амбулатория. Имеются почтовое отделение, отделение Сбербанка, торговые предприятия общей площадью 538,7 кв. м, два кладбища общей площадью 7,2 га.
В селе 45 кварталов и 11 улиц. Общая площадь села — 355,48 га, жилья — 36,46 тыс. кв. м. Село газифицировано, электрифицировано и телефонизировано. Водоснабжение осуществляется из подземных источников при помощи артезианских скважин и водонапорных башен. централизованная канализация отсутствует. Население пользуется септиками или выгребными ямами. Отопление индивидуальной и общественной застройки осуществляется от локальных источников теплоснабжения, работающих на газе.

## Культура
С 1918 года действовала изба-читальня, с 1949 года действует сельская библиотека. С конца 1930-х годов действовал клуб, с 1962 года — сельский дом культуры. В 2016 году был открыт многофункциональный центр культуры. Действуют народный фольклорный коллектив «тат. Ахирәтләр» (Подруги) и творческий коллектив «тат. Кунелле балачак» (Весёлое детство).

## Религия
В селе находятся две местные мусульманские религиозные организации — сельские приходы Духовного управления мусульман Республики Татарстан. В селе действуют две мечети.

## Известные уроженцы
В селе родился Ришат Абубакиров (р. 1959) — в 2001–2011 годах — глава Альметьевского муниципального района, депутат Государственной Думы VI созыва, заслуженный строитель Республики Татарстан, почётный гражданин Альметьевского муниципального района.